# Plac Kazimierza Wielkiego w Radomiu
Plac Kazimierza Wielkiego – dawniej Plac Przedbramny, stanowił zamknięcie traktu zwanego Przedmieściem Lubelskim (dziś ul. Żeromskiego). Uformowany w sąsiedztwie niezachowanej do dziś bramy lubelskiej w XVI w. u zbiegu traktu warszawskiego, kozienickiego i lubelskiego.
Przy placu dominuje bryła Kościoła Św. Trójcy w Radomiu z fasadą neobarokową wzniesionego z fundacji Barbary z Dulskich Tarłowej.
Od Placu odchodzą bezpośrednio ul. Rwańska, ul. Mikołaja Reja, ul. Jacka Malczewskiego, oraz ul. Wałowa.

## Nazwa
Plac Kazimierza Wielkiego jest jednym z najstarszych w Radomiu (przyjmuje się, że jego korzenie sięgają czasów średniowiecznych) aż do połowy XX w. nie posiadał swojej oficjalnej nazwy. Zwyczajowo był określany Placem Przedbramnym (Lubelskim) lub Placem św. Trójcy (Trójcy Przenajświętszej). Nadanie oficjalnej nazwy nastąpiło w lutym 1965 r. z okazji 600-lecia nadania Radomiowi magdeburskich praw miejskich przez ostatniego króla z dynastii Piastów.

## Literatura
- Sebastian Piątkowski, Radom – zarys dziejów miasta, Radom 2000, ISBN 83-914-912-0-X.